# تریدل (یوتا)
تریدل (به انگلیسی: Tridell) یک منطقهٔ مسکونی در ایالات متحده آمریکا است که در شهرستان یینتا، یوتا واقع شده‌است. تریدل ۱٬۷۱۷٫۸۷ متر بالاتر از سطح دریا واقع شده‌است.